# پاتریک رمی (بازیکن فوتبال)
پاتریک رمی (انگلیسی: Patrick Rémy؛ زادهٔ ۲۵ اوت ۱۹۵۴) بازیکن فوتبال اهل فرانسه است.
از باشگاه‌هایی که در آن بازی کرده‌است می‌توان به باشگاه فوتبال المپیک مارسی، باشگاه فوتبال اوسر، و باشگاه فوتبال متس اشاره کرد.